# Инаугурация Джеймса Гарфилда
Инаугурация Джеймса Гарфилда в качестве 20-го Президента США состоялась 4 марта 1881 года. Одновременно к присяге был приведён Честер Алан Артур как 20-й вице-президент США. Президентскую присягу проводил Председатель Верховного суда США Моррисон Уэйт, а присягу вице-президента принимал уходящий вице-президент Уильям Уилер.
В своём обращении Гарфилд осудил попытки воспрепятствовать избирательному праву афроамериканцев, выразил свою уверенность в золотом стандарте, предупредил об опасностях высокого уровня неграмотности и предостерёг от практики полигамии членами Церкви Иисуса Христа Святых последних дней. Гарфилд был признан чрезвычайно компетентным оратором, но столкнулся с трудностями при составлении своей инаугурационной речи. За три дня до инаугурации он отказался от своей речи и лихорадочно начал работу над новой. Измученный несколькими бессонными ночами письма, он произнёс свою поспешную речь в день инаугурации, но она не оправдала высоких ожиданий многих из присутствующих. Также Гарфилд является первым президентом, наблюдающим за инаугурационным парадом со стенда, построенного перед Белым домом.
Гарфилд умер через полгода после начала своего президентского срока от последствий тяжёлого ранения, и Артур стал преемником президента.

## Галерея

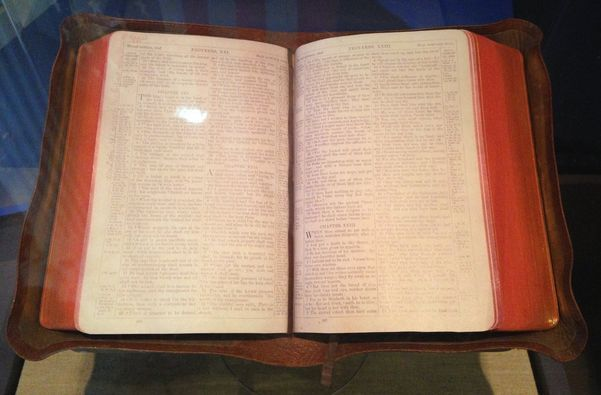
Инаугурационная Библия Гарфилда
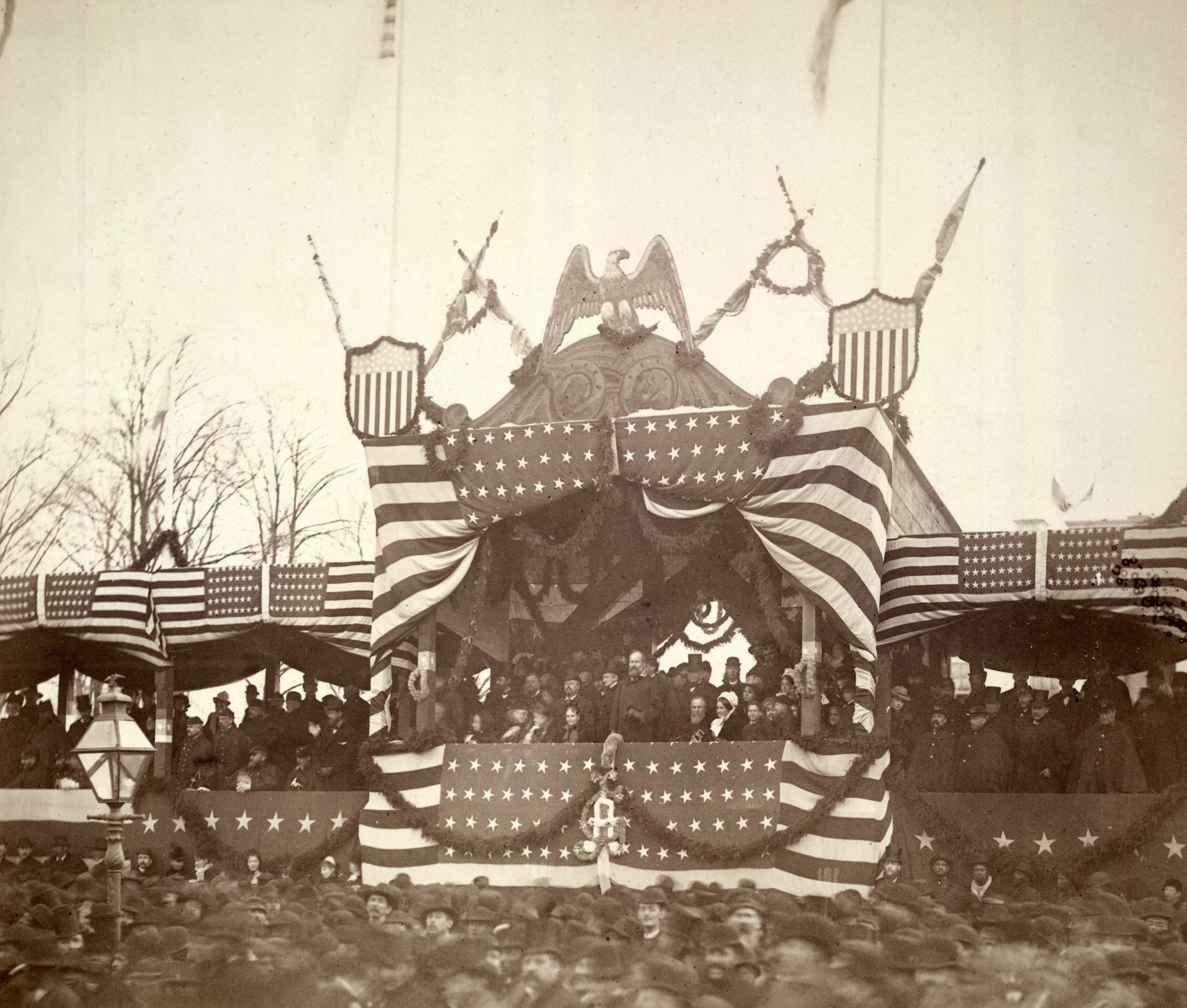
Гарфилд и Ратерфорд Хейс на инаугурационном параде
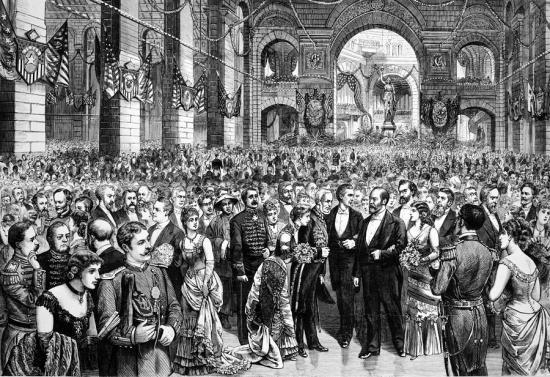
Инаугурационный бал